# Stjernehob
Stjernehobe er samlinger af stjerner. De udgør et væsentligt element af galakserne og har stor betydning for teorierne for stjerneudvikling.
Da hobene består af stjerner der er dannet på stort set samme tid, kan man benytte hobenes alder til verificering af teorierne for stjernernes udvikling.
Hobenes alder bestemmes ud fra Hertzsprung-Russell-diagrammet.
Et kendt eksempel på en stjernehob er Plejaderne.
Plejaderne er en åben stjernehob. Der er åbne hobe og kuglehobe. Kuglehobene indeholder for det meste flest stjerner og kan indeholde over en million (Omega Centauri som ses på billedet indeholder 10 millioner), mens åbne hobe sjældent indeholder mere end 20 stjerner.